# MAN Lion's Regio
De Lion's Regio is een type streekbus, geproduceerd door de Duitse fabrikant MAN SE. Het type is leverbaar in een drietal verschillende lengtes. De langste versie is een drieasser.

## Technische gegevens
| Handelsbenaming | Type | Lengte    | Breedte  | Hoogte   | Aantal assen | Vermogen           |
| --------------- | ---- | --------- | -------- | -------- | ------------ | ------------------ |
| Lion's Regio    | R12  | 12.250 mm | 2.550 mm | 3.400 mm | Twee         | 310, 320 en 360 pk |
| Lion's Regio C  | R14  | 13.010 mm | 2.550 mm | 3.400 mm | Twee         | 310, 320 en 360 pk |
| Lion's Regio L  | R13  | 13.900 mm | 2.550 mm | 3.400 mm | Drie         | 350, 360 en 400 pk |

## Inzet in Nederland
| Bedrijf                    | Handelsbenaming | Type | Series      | Aantal | Jaar | Inzet | Opmerkingen | Afbeelding |
| -------------------------- | --------------- | ---- | ----------- | ------ | ---- | --- | --- | ---------- |
| Alblas                     | Lion's Regio    | R12  | 40          | 1      | 2007 | Rijschool omgeving Woerdense Verlaat                                                                            | |            |
| Betuwe Express             | Lion's Regio C  | R14  | 247-248     | 2      | 2005 | | Ex-Ostsee bus OVP OB 102 en ex TCR 492 |            |
| Betuwe Express             | Lion's Regio C  | R14  | 970-971     | 2      | 2008 | | Ex-Qbuzz 2043 en 2045 |            |
| Blauw Reizen               | Lion's Regio L  | R13  | BR-HJ-29    | 1      | 2005 | | Ex Connexxion 5791 |            |
| BusiNext                   | Lion's Regio C  | R14  | 97-98       | 2      | 2007 | West Brabant | Ex TCR |            |
| Connexxion                 | Lion's Regio L  | R13  | 5787-5794   | 8      | 2005 | Qliner 315 Lelystad-Heerenveen-Groningen (sporadisch)                                                           | Naar Connexxion Tours |            |
| Connexxion Tours           | Lion's Regio L  | R13  | 5787-5794   | 8      | 2005 | Qliner 315 Lelystad-Heerenveen-Groningen (sporadisch)                                                           | In 2011 opgelegd. |            |
| Gebo Tours                 | Lion's Regio C  | R14  | 526-527     | 2      | 2008 | Veluwe, Overijssel                                                                                              | Voorheen Qbuzz 2048 en Jacobs Touringcars 11, daarvoor Betuwe Express 971, daarvoor Qbuzz 2045.                                                                     |            |
| HTM Specials               | Lion's Regio C  | R14  | 637         | 1      | 2007 | Regio Den Haag                                                                                                  | |            |
| De Jong Tours              | Lion's Regio C  | R14  | 247         | 1      | 2005 | | |            |
| De Jong Tours              | Lion's Regio C  | R14  | 248         | 1      | 2006 | | Voorheen HTM Specials 637, daarvoor TCR 492 |            |
| Jacobs Touringcars         | Lion's Regio C  | R14  | 10-12       | 3      | 2008 | | Voorheen Betuwe Express 970-971, daarvoor Qbuzz 2043 en 2045. Voorheen Leo Ringelberg, daarvoor Qbuzz 2046. De 11 is op een onbekend moment naar Gebo Tours gegaan. |            |
| Leo Ringelberg Touringcars | Lion's Regio C  | R14  | 203         | 1      | 2008 | | Ex Qbuzz 2046. Deze bus is op een onbekend moment naar Jacobs Touringcars gegaan.                                                                                   |            |
| Qbuzz                      | Lion's Regio C  | R14  | 2042 - 2047 | 6      | 2008 | Qliners 310 en 320 van/naar Drachten (concessie Zuidoost-Fryslân), Qliner 304 Groningen-Drachten (concessie GD) | Deze bussen gingen na 9 december 2012 terug naar MAN Vianen. |            |
| Qbuzz                      | Lion's Regio C  | R14  | 2048        | 1      | 2009 | Qliners 310 en 320 van/naar Drachten (concessie Zuidoost-Fryslân), Qliner 304 Groningen-Drachten (concessie GD) | Deze bussen gingen na 9 december 2012 terug naar MAN Vianen. |            |
| Smit Reizen                | Lion's Regio    | R14  | 706         | 1      | 2008 | Noord-Holland Noord, IJsselmond                                                                                 | Ex-Qbuzz 2042 |            |
| Smit Reizen                | Lion's Regio    | R14  | 710         | 1      | 2008 | Noord-Holland Noord, IJsselmond                                                                                 | Ex-Qbuzz 2047 |            |
| Smit Reizen                | Lion's Regio    | R14  | 714         | 1      | 2008 | Noord-Holland Noord, IJsselmond                                                                                 | Ex-Qbuzz 2044 |            |
| Snelle Vliet               | Lion's Regio C  | R14  | 194         | 1      | 2008 | | Ex Qbuzz 2047. Deze bus is op een onbekend moment naar Smit Reizen gegaan.                                                                                          |            |
| Snelle Vliet               | Lion's Regio C  | R14  | 320         | 1      | 2011 | | Ex-Van der Valk 61, wordt gebruikt als sightseeingbus in Rotterdam.                                                                                                 |            |
| South West Tours           | Lion's Regio L  | R13  | 30          | 1      | 2005 | | Ex-Connexxion Tours 5788 |            |
| South West Tours           | Lion's Regio L  | R13  | 33          | 1      | 2005 | | Ex-Connexxion Tours 5790 |            |
| TCR                        | Lion's Regio C  | R14  | 97-98       | 2      | 2007 | Waterland | Deze bussen zijn na december 2011 naar Van Fraassen Traveling gegaan.                                                                                               |            |
| TCR                        | Lion's Regio C  | R14  | 492         | 1      | 2006 | | Is naar Betuwe Express gegaan. |            |
| Texeltours                 | ????            | ???  | 63-BPG-6    | 1      | 2006 | | |            |
| Van Driel                  | Lion's Regio C  | R13  | 301         | 1      | 2015 | Noord-Brabant                                                                                                   | |            |
| Van Driel                  | Lion's Regio C  | R13  | 341-343     | 3      | 2015 | Noord-Brabant                                                                                                   | |            |
| Van Fraassen Traveling     | Lion's Regio C  | R14  | 97-98       | 2      | 2007 | Qliners (Arriva)                                                                                                | Ex-TCR |            |
| Van Kooten                 | Lion's Regio C  | R14  | 52          | 1      | 2015 | | |            |
| Van der Valk               | Lion's Regio C  | R14  | 61          | 1      |      | | Naar Snelle Vliet als 320. |            |
| Van der Valk               | Lion's Regio C  | R14  | 66          | 1      | 2016 | Hotelshuttle tussen Schiphol en Van der Valk.                                                                   | |            |

## Indeling
De bus voldoet aan de Nederlandse T100 norm. Dit houdt in dat alle zitplaatsen voorzien zijn van een veiligheidsgordel en er geen stastangen zijn gemonteerd. Hierdoor mag de bus op autosnelwegen 100 km/h.
De bus heeft een lage raamstijl, waardoor het op een lagevloerbus doet lijken, dit is echter niet het geval. Er is wel plaats voor een rolstoel, die met behulp van een rolstoellift naar binnen gereden kan worden. De bussen van Connexxion kwamen in 2005 in dienst nadat de concessie voor Qliner 315 aan de vervoerder was gegund. Deze konden echter niet op tijd geleverd worden. MAN stelde daarop een aantal touringcars ter beschikking die tijdelijk gehuisstijld werden in de Qlinerkleuren.

## Enkele nadelen

### Traag schakelen
De bus trekt langzaam op door een trage automaat. Hierdoor lijkt het net op een handgeschakelde bus.

### Binnenverlichting
De bus kent drie soorten binnenverlichting: standaardverlichting, schemerverlichting en leesverlichting. De leesverlichting bevindt zich boven iedere zitplaats en bestaat uit een aantal leds. De schemerverlichting is gemonteerd in de rail aan de bagagerekken en geeft een zwak lichtschijnsel. De standaardverlichting, gemonteerd in dezelfde rail, geeft dusdanig veel licht dat chauffeurs er hinder van ondervinden (weerspiegeling in de binnenspiegel en voorruit) en deze uitschakelen. De overige verlichting is echter niet afdoende om voldoende licht voor de passagiers te bieden wanneer het buiten donker is. Connexxion heeft dit probleem proberen op te lossen door doorzichtige tape op de verlichting te plakken zodat deze gedempt wordt.